# Novo Santo Antônio (Piauí)
Novo Santo Antônio é um município brasileiro do estado do Piauí.
Com altitude de 180 metros, o município se localiza à latitude 05°17'18" sul e à longitude 41°56'00" oeste. Sua população estimada em 2017 era de 2 940 habitantes, distribuídos em 528 408 km² de área.